# 네우마

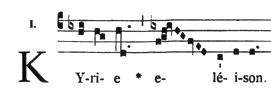
자비송 샘플

네우마(neuma, neume, neum)는 5행 오선보가 발명되기 이전의 서양과 동양의 악보 체계의 기본 요소이다.
그레고리오 성가의 음표이며, 오랜 것과 새로운 것으로 크게 나눈다. 오랜 네우마는 근대나 현대에 와서는 전혀 쓰이지 않고 있다. 새로운 네우마는 로마 4각음표를 가리킨다. 네우마는 1음 또는 2음 이상의 음의 무리(群)를 말하며, 음의 상대적인 높이나 리듬, 뉘앙스를 나타내는 기보법이나 그 해독법은 지금도 학자들 사이에서 많은 견해 차이를 보이고 있다.

## 같이 보기
- 기보법